# Ранчо
Ранчо (на испански: rancho; на английски: ranch) е вид ферма.
В САЩ и Канада е разположена на голяма площ с различни видове съоръжения, на чиято територия се отглеждат крави и овце за месо или вълна.
В Латинска Америка под ранчо се разбира огромна територия, в центъра на която е хасиендата. В основата на този вид организация на селското стопанство е животновъдството. В това се изразява разликата с плантацията, в която е развито основно растениевъдството. Обикновено в центъра на ранчото се намира домът. Други сгради и съоръжения са водоема/водохранилището, конюшните, оборите и други.